# Joachim Henkel
Joachim Henkel (* 1965) ist ein deutscher Wirtschaftswissenschaftler und Hochschullehrer an der Technischen Universität München.

## Leben und Wirken
Henkel studierte ab Physik und Mathematik an der Universität Bochum. 1988 wechselte er an die Universität Bonn, wo er 1991 sein Diplom in Physik erwarb. Anschließend wurde er wissenschaftlicher Mitarbeiter von Klaus Dietz an dessen Bonner Lehrstuhl für Physik. 1993 nahm er ein Studium der Betriebswirtschaftslehre an der Fernuniversität in Hagen auf und studierte gleichzeitig als Stipendiat des Postgraduierten-Programms Allokation auf Finanz- und Gütermärkten an der Universität Mannheim. Sein Fernstudium schloss er 1996 ab, ein Jahr später beendete er auch das Studium an der Universität Mannheim. 1997 wurde er von der Universität Mannheim mit der von Konrad Stahl betreuten Schrift Standorte, Nachfrageexternalitäten und Preisankündigungen zum Dr. rer. pol. promoviert. In der Folge arbeitete Henkel bis 1999 bei Bain & Company. 1999 widmete er sich wieder seiner akademischen Karriere und wurde wissenschaftlicher Assistent von Dietmar Harhoff am Institut für Innovationsforschung, Technologiemanagement und Entrepreneurship an der Universität München. Nach einem Forschungsaufenthalt an der MIT Sloan School of Management habilitierte Henkel sich 2004 an der Universität München für das Fach Betriebswirtschaftslehre. Nach einer Dozentur an der Handelshochschule Leipzig trat er 2004 die Dr. Theo Schöller-Stiftungsprofessur für Technologie- und Innovationsmanagement an der Technischen Universität München an, die er seitdem innehat.
Henkels Forschungsschwerpunkte liegen vor allem in der Technologie-Akquisitionen, Digitalisierung, Open und User-Innovation und im Patentmanagement.

## Schriften (Auswahl)
- Standorte, Nachfrageexternalitäten und Preisankündigungen. Physica-Verlag, Heidelberg 1997, ISBN 978-3-7908-1029-5 (Dissertation).
- mit Konrad Stahl und Uwe Walz: On the formation of markets: A monopolistic competition approach. Universitätsverlag, Bochum 1997.
- mit Ulrich Kaiser: Fremdvergabe von IT-Dienstleistungen aus personalwirtschaftlicher Sicht. ZEW, Mannheim 2003.
- Offene Innovationsprozesse: Die kommerzielle Entwicklung von Open-Source-Software. Deutscher Universitätsverlag, Wiesbaden 2007, ISBN 978-3-8350-0978-3 (Habilitationsschrift).
- mit Rainer Filitz und Jörg Ohnemus: Digital design protection in Europe: Law, trends, and emerging issues. ZEW, Mannheim 2017.